# Tadepalli Venkata Narayana
Pour les articles homonymes, voir Narayan.
T. V. Narayana (Tadepalli Venkata Narayana) (23 avril 1930 - 6 février 1987) est un statisticien et mathématicien indo-canadien connu pour ses contributions à la combinatoire, à la théorie des réseaux et à la statistique mathématique. Son nom est attaché à une suite d'entiers appelés nombres de Narayana et à une suite de polynômes appelés polynômes de Narayana, parce qu'il a mis en évidence leur importance dans la théorie des chemins sur réseau et ont trouvé de vastes applications en combinatoire et en théorie des réseaux.
Narayana est né le 23 avril 1930 à Madras (aujourd'hui Chennai), dans l'État indien du Tamil Nadu. Il étudie dans les universités de Madras et de Bombay avant de rejoindre l'université de Caroline du Nord pour poursuivre des études de doctorat sous la direction de Raj Chandra Bose. Il soutient son doctorat en statistique mathématique en 1954 avec une thèse intitulée Sequential Procedures in Probit Analysis. Ensuite, Narayana obtient des contrats post-doctoraux au Conseil indien de la recherche agricole (en) de New Delhi et à l'Institut Henri Poincaré de Paris. Il est nommé professeur adjoint à l'Université McGill, au Canada, en 1955. En 1958, il rejoint l'Université de l'Alberta en tant que maître de conférences et est promu professeur en 1966. À l'Université de l'Alberta, Narayana dirige plusieurs thèses.
Il apporte des contributions fondamentales à la théorie des tournois, des compositions, des plans d'échantillonnage et de la combinatoire des chemins sur réseau. Une partie de son travail est rassemblée dans une monographie intitulée Lattice Path Combinatorics with Statistical Applications, publiée par University of Toronto Press en 1979,,.